# Pio Fabio Paolini
Pio Fabio Paolini (Udine, 1620 – 1692) è stato un pittore italiano.

## Biografia
Pio Fabio Paolini esponente della pittura barocca in Italia. Da giovane emigrò da Udine a Roma per divenire un allievo di Giovanni Lanfranco. A Roma, il suo capolavoro è l'affresco sul soffitto raffigurante la Speranza e Verità nella chiesa di San Carlo al Corso realizzato nel triennio 1677 - 1679. Membro dell'Accademia di San Luca nel 1678. Dopo un breve rientro a Udine, si trasferì in Sicilia, dove ha inizialmente lavorato a Catania nella chiesa di Santa Lucia, poi a Messina, dove infine fu sepolto nella rinascimentale chiesa di San Giuliano.
Nel capoluogo peloritano molte delle sue opere sono state danneggiate dalla lunga serie di terremoti compresi tra il terremoto del Val di Noto del 1693, il terremoto della Calabria meridionale del 1783 e il terremoto di Messina del 1908.

## Opere
- 1677 - 1679, Speranza e Verità, affresco sulla volta della chiesa di San Carlo al Corso di Roma.
- XVII secolo, "Ciclo", affreschi della volta tribuna, opere documentate nella chiesa del monastero di Sant'Anna di Messina.[2][3]